# Henry Eriksson
Knut Henry Eriksson, född 23 januari 1920 i Folkärna församling, Kopparbergs län, död 8 januari 2000 i Gävle Tomas församling, Gävleborgs län, var en svensk friidrottare i löpning. 
Eriksson tävlade för Gefle IF. Han var en av de tre som tände den olympiska elden vid Stockholmsdelen av OS 1956.
Henry Eriksson är gravsatt på Skogskyrkogården i Gävle.

## Meriter
OS-guld 1948 i grenen 1500 meter löpning. 
Henry Eriksson satte åren 1947–1949 tillsammans med Gefle IF:s övriga brandmän (Olle Åberg, Gösta Bergkvist och Ingvar Bengtsson) fyra världsrekord på 4 x 1500 meter och 4 x 1 engelsk mil 1947–1949.